# Neolucanus lehmanni
Neolucanus lehmanni là một loài bọ cánh cứng trong họ Lucanidae. Loài này được BABA mô tả khoa học năm 1995.